# La Guerre du faux
 (décembre 2018).
Si vous disposez d'ouvrages ou d'articles de référence ou si vous connaissez des sites web de qualité traitant du thème abordé ici, merci de compléter l'article en donnant les références utiles à sa vérifiabilité et en les liant à la section « Notes et références ».
La Guerre du faux est un recueil d'essais d'Umberto Eco originellement publiés chez Bompiani en plusieurs tomes : Il costume di casa (1973); Dalla periferia dell'impero (1977); Sette anni di desiderio (1983). Leur traduction en français fut assurée par Myriam Tanant, avec la collaboration de Piero Caracciolo, et publiée en 1985.
Qu'ont en commun les musées californiens, les Brigades rouges et les blue-jeans ? Pour Umberto Eco, ils servent l'industrie du faux, les stratégies de l'illusion, de l'apparence absolue. Dans ce recueil, il nous livre un exercice de flair sémiologique, comme disait Roland Barthes, cette faculté de voir du sens là où on serait tenté de voir des faits, afin de dénoncer, d'une part les choses sous les discours, d'autre part les discours sous les choses. Des discours qui cachent d'autres discours, des discours qui croient dire une chose mais en signifient une autre, ou encore les discours qui cachent leur propre inconsistance.
Eco voyage dans l'Amérique, voyage dans l'hyperréalité, où les musées de cire, les châteaux de Disney et le Coca-Cola deviennent les signes d'une nouvelle culture en action. Il pourfend aussi les mass-médias, le sport de masse et la culture comme spectacle. Marshall McLuhan en sort même égratigné.

## Référence
La Guerre du faux, Éditions Grasset & Fasquelle, 1985 [suivent diverses rééditions en format poche]

### Articles
- Marie-Louise Fabre, « Les signes derrière les choses », Autres Temps, 1987, n° 13, pages 88-90.
- L. Timbal-Duclos, « La guerre du faux. Lector in fabula », Communications & Langage, 1986, n° 69, page 124.

## Varia
Le titre français représente aussi un clin d'œil au roman La Guerre du feu de J.-H. Rosny aîné : ainsi même lui se veut une apparence d'autre chose (voir Mise en abîme).